# Institut Joan Brudieu
L'Institut Joan Brudieu és un Institut situat a la població de la Seu d'Urgell (Alt Urgell). Va ser fundat l'any 1933.
Durant el curs 2008-2009, l'Institut Joan Brudieu va celebrar els 75 anys de la seva creació. Durant moltes dècades fou l'únic institut de secundària de l'Alt Urgell i des de la creació de l'Institut Aubenç d'Oliana, és l'únic que imparteix estudis de batxillerat en tota la comarca. L'institut ofereix estudis per a la secundària, batxillerat i cicles formatius de grau mitjà i grau superior. Aquesta és una de les raons de la saturació d'alumnes que està presentant el centre i la forta demanda de la construcció d'un segon institut a la capital comarcal.
Aquesta demanda ha estat complerta gràcies a l'Ajuntament de la Seu d'Urgell, que ha construït el nou institut anomenat La Valira, situat al Parc del Valira que oferirà educació secundària (ESO) a partir del curs 2015-16.